# Chittenango Creek
Der Chittenango Creek ist ein Fluss in Upstate New York in den Vereinigten Staaten. Er entspringt etwa 10 km östlich des Cazenovia Lake, an dessen Südende er vorbeifließt und dessen Abfluss er dort im Ort Cazenovia aufnimmt. Von dort fließt er nach Norden und durchquert den Chittenango Falls State Park, in dem er nördlich der Ortschaft Chittenango einen aus mehreren Kaskaden bestehenden 51 m hohen Wasserfall bildet. Er mündet schließlich im Oneida Lake, zu dessen Wasserzufuhr er zusammen mit dem Oneida Creek etwa 25 % beiträgt.